# Kateryna Derun
Kateryna Derun (Shpykiv, 24 de septiembre de 1993) es una atleta ucraniana especializada en el lanzamiento de jabalina.

## Carrera deportiva
Cogió relevancia al participar en torneos internacionales en 2009. Primero se trasladó a Bresanona (Italia) para competir en el Campeonato Mundial de Atletismo Sub-18, donde quedó sexta en su ronda clasificatoria, con un lanzamiento de 45,63 metros. Poco más tarde, mejoraría su marca en el Festival Olímpico de la Juventud Europea de Tampere (Finlandia), donde acabó quinta gracias a otro lanzamiento de 46,52 metros.
En 2010 recogía su primer oro en los Juegos Olímpicos de la Juventud de Singapur, gracias a una marca de 54,59 metros. Un año más tarde, en el Campeonato Europeo de Atletismo Sub-20 terminaba duodécima, con 49,03 metros de registro.
En 2012, en Barcelona, en el Campeonato Mundial Junior de Atletismo, acabó undécima en la primera serie clasificatoria, al no poder superar los 48,69 metros de lanzamiento. En 2013, en el Campeonato Europeo de Atletismo Sub-23 volvía a quedarse fuera de la fase final, aun marcando 51,53 metros.
En 2015 lograría su segundo metal, una medalla de plata en el Campeonato Europeo de Atletismo Sub-23, gracias a 58,60 metros. Más adelante, en el Campeonato Mundial de Atletismo de Pekín, no superaba la ronda clasificatoria.
2016 comenzaba con el Campeonato Europeo de Atletismo de Ámsterdam, donde fue decimocuarta en la segunda serie, con 52,92 metros. Semanas más tarde, participaría en sus primeros Juegos Olímpicos, en Río de Janeiro 2016, donde no superaba la ronda clasificatoria, quedando octava, fuera del corte para ir a la final, con 60,02 metros de lanzamiento.

## Resultados por competición

### Por temporada
| Representando a Ucrania | Representando a Ucrania                  | Representando a Ucrania | Representando a Ucrania | Representando a Ucrania | Representando a Ucrania |
| ----------------------- | ---------------------------------------- | ----------------------- | ----------------------- | ----------------------- | ----------------------- |
| Año                     | Competición                              | Lugar                   | Puesto                  | Marca (m.)              |                         |
| 2009                    | Campeonato Mundial de Atletismo Sub-18   | Bresanona               | 6ª (Q2)                 | 45,63                   |                         |
| 2009                    | Festival Olímpico de la Juventud Europea | Tampere                 | 5ª                      | 46,52                   |                         |
| 2010                    | Juegos Olímpicos de la Juventud          | Singapur                | 1ª                      | 54,59                   |                         |
| 2011                    | Campeonato Europeo de Atletismo Sub-20   | Tallin                  | 12ª                     | 49,03                   |                         |
| 2012                    | Campeonato Mundial Junior de Atletismo   | Barcelona               | 11ª (Q1)                | 48,69                   |                         |
| 2013                    | Campeonato Europeo de Atletismo Sub-23   | Tampere                 | 6ª (Q1)                 | 51,53                   |                         |
| 2015                    | Campeonato Europeo de Atletismo Sub-23   | Tallin                  | 2ª                      | 58,60                   |                         |
| 2015                    | Campeonato Mundial de Atletismo          | Pekín                   | 16ª (Q2)                | 53,49                   |                         |
| 2016                    | Campeonato Europeo de Atletismo          | Ámsterdam               | 14ª (Q2)                | 52,92                   |                         |
| 2016                    | Juegos Olímpicos                         | Río de Janeiro          | 8ª (Q2)                 | 60,02                   |                         |

### Mejores marcas
| Disciplina              | Marca    | Lugar | Fecha             |
| ----------------------- | -------- | ----- | ----------------- |
| Lanzamiento de jabalina | 62,82 m. | Kiev  | 5 de mayo de 2016 |